# Durango-Durango Emakumeen Saria 2020
La 19e édition de la Durango-Durango Emakumeen Saria a eu lieu le 26 juillet 2020. La course fait partie du calendrier international féminin UCI 2020 en catégorie 1.1. Elle est remportée par la Néerlandaise Annemiek van Vleuten devant sa compatriote Anna van der Breggen et l'Italienne Elisa Longo Borghini.

## Récit de la course
Initialement prévue au mois de mai, l'épreuve est l'une des premières à se dérouler à la suite de la pandémie de Covid-19. Déjà vainqueur des deux précédentes courses auxquelles elle a participé durant cette semaine, Annemiek van Vleuten fait figure de grande favorite. Elle porte son attaque dans l'ultime difficulté du jour et seule sa compatriote Anna van der Breggen parvient à limiter les écarts.

## Classements

### Classement final
| \| Classement général \| Classement général \| Classement général \| Classement général \| Classement général \| \| Coureuse \| Coureuse \| Pays \| Équipe \| Temps \| \| ------------------ \| -------------------- \| ------------------ \| ------------------------- \| ------------------ \| \| 1re \| Annemiek van Vleuten \| Pays-Bas \| Mitchelton-Scott \| 2 h 51 min 17 s \| \| 2e \| Anna van der Breggen \| Pays-Bas \| Boels Dolmans \| + 18 s \| \| 3e \| Elisa Longo Borghini \| Italie \| Trek-Segafredo \| + 1 min 05 s \| \| 4e \| Clara Koppenburg \| Allemagne \| Paule Ka \| + 1 min 07 s \| \| 5e \| Marta Cavalli \| Italie \| Valcar-Travel & Service \| + 1 min 38 s \| \| 6e \| Ashleigh Moolman \| Afrique du Sud \| CCC-Liv \| + 1 min 38 s \| \| 7e \| Ellen van Dijk \| Pays-Bas \| Trek-Segafredo \| + 1 min 38 s \| \| 8e \| Amanda Spratt \| Australie \| Mitchelton-Scott \| + 1 min 38 s \| \| 9e \| Mavi García \| Espagne \| Alé BTC Ljubljana \| + 1 min 38 s \| \| 10e \| Ane Santesteban \| Espagne \| Ceratizit-WNT Pro Cycling \| + 1 min 38 s \| |                      |                |                           |                 |
| |                      |                |                           |                 |
| Sources : ProCyclingStats Cycling Quotient |                      |                |                           |                 |
| Classement général |                      |                |                           |                 |
| Coureuse | Coureuse             | Pays           | Équipe                    | Temps           |
| 1re | Annemiek van Vleuten | Pays-Bas       | Mitchelton-Scott          | 2 h 51 min 17 s |
| 2e | Anna van der Breggen | Pays-Bas       | Boels Dolmans             | + 18 s          |
| 3e | Elisa Longo Borghini | Italie         | Trek-Segafredo            | + 1 min 05 s    |
| 4e | Clara Koppenburg     | Allemagne      | Paule Ka                  | + 1 min 07 s    |
| 5e | Marta Cavalli        | Italie         | Valcar-Travel & Service   | + 1 min 38 s    |
| 6e | Ashleigh Moolman     | Afrique du Sud | CCC-Liv                   | + 1 min 38 s    |
| 7e | Ellen van Dijk       | Pays-Bas       | Trek-Segafredo            | + 1 min 38 s    |
| 8e | Amanda Spratt        | Australie      | Mitchelton-Scott          | + 1 min 38 s    |
| 9e | Mavi García          | Espagne        | Alé BTC Ljubljana         | + 1 min 38 s    |
| 10e | Ane Santesteban      | Espagne        | Ceratizit-WNT Pro Cycling | + 1 min 38 s    |

### Points UCI
| Position           | 1er | 2e | 3e | 4e | 5e | 6e | 7e | 8e | 9e | 10e | 11e | 12e | 13e à 15e | 16e à 25e |
| Classement général | 125 | 85 | 70 | 60 | 50 | 40 | 35 | 30 | 25 | 20  | 15  | 10  | 5         | 3         |